# ارتش کارپاتی
ارتش کارپاتی (لهستانی: Armia Karpaty) در ژوئیه ۱۹۳۹ و پس از اشغال چکسلواکی توسط آلمان نازی تشکیل گشت. این ارتش در مجموع از دو تیپ کوهستانی به همراه ۱۶۰ عراده توپ و ۱۶ فروند هواپیما را در بر می‌گرفت. فرماندهی این ارتش را تا تاریخ ۱۱ سپتامبر ۱۹۳۹ کازیمیرز فابریتسه و پس از استعفای او از فرماندهی جبهه جنوب لهستان کازیمیرز سوسنکوفسکی به عهده داشتند. 

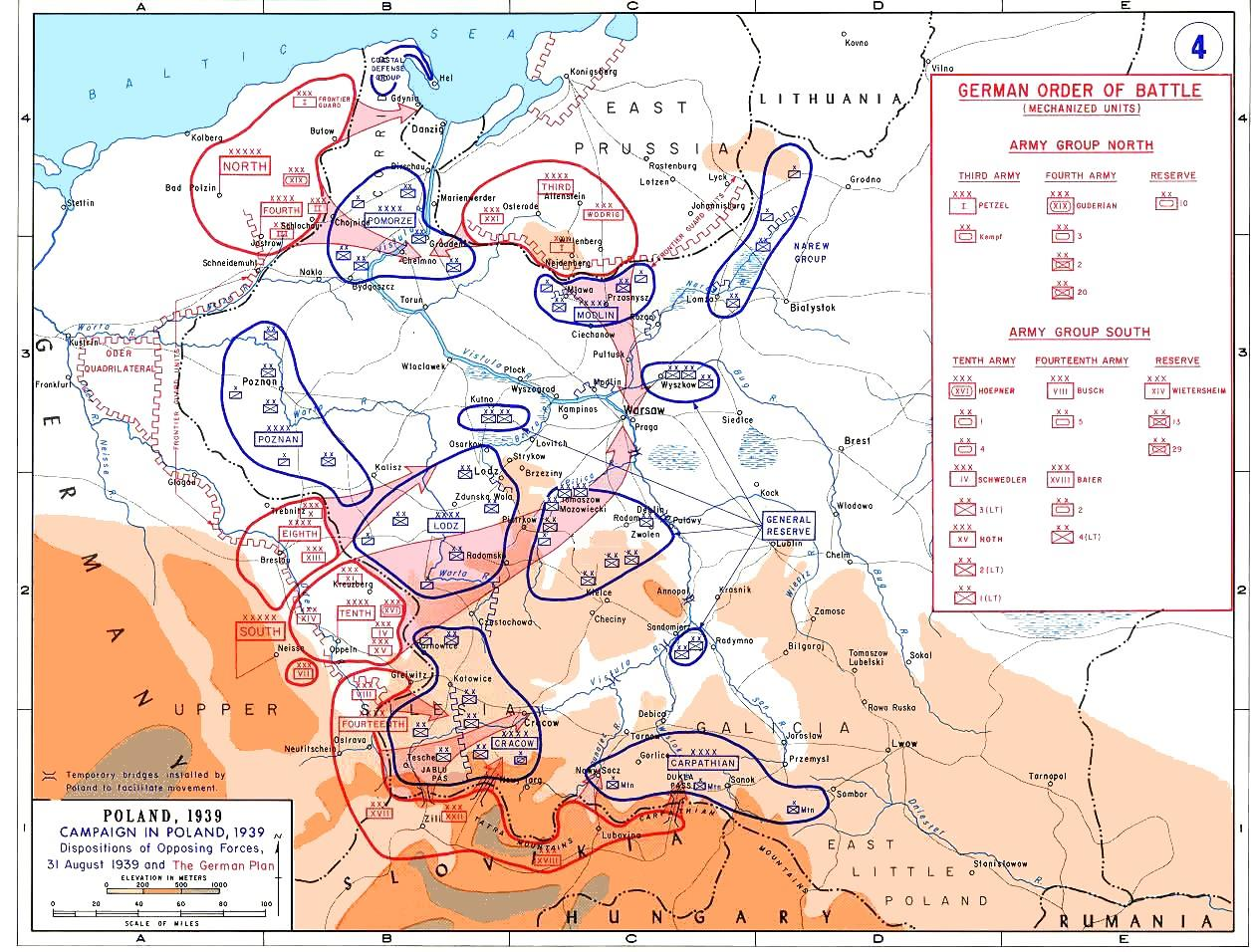
آرایش نیروها در روز اول تهاجم آلمان به لهستان.

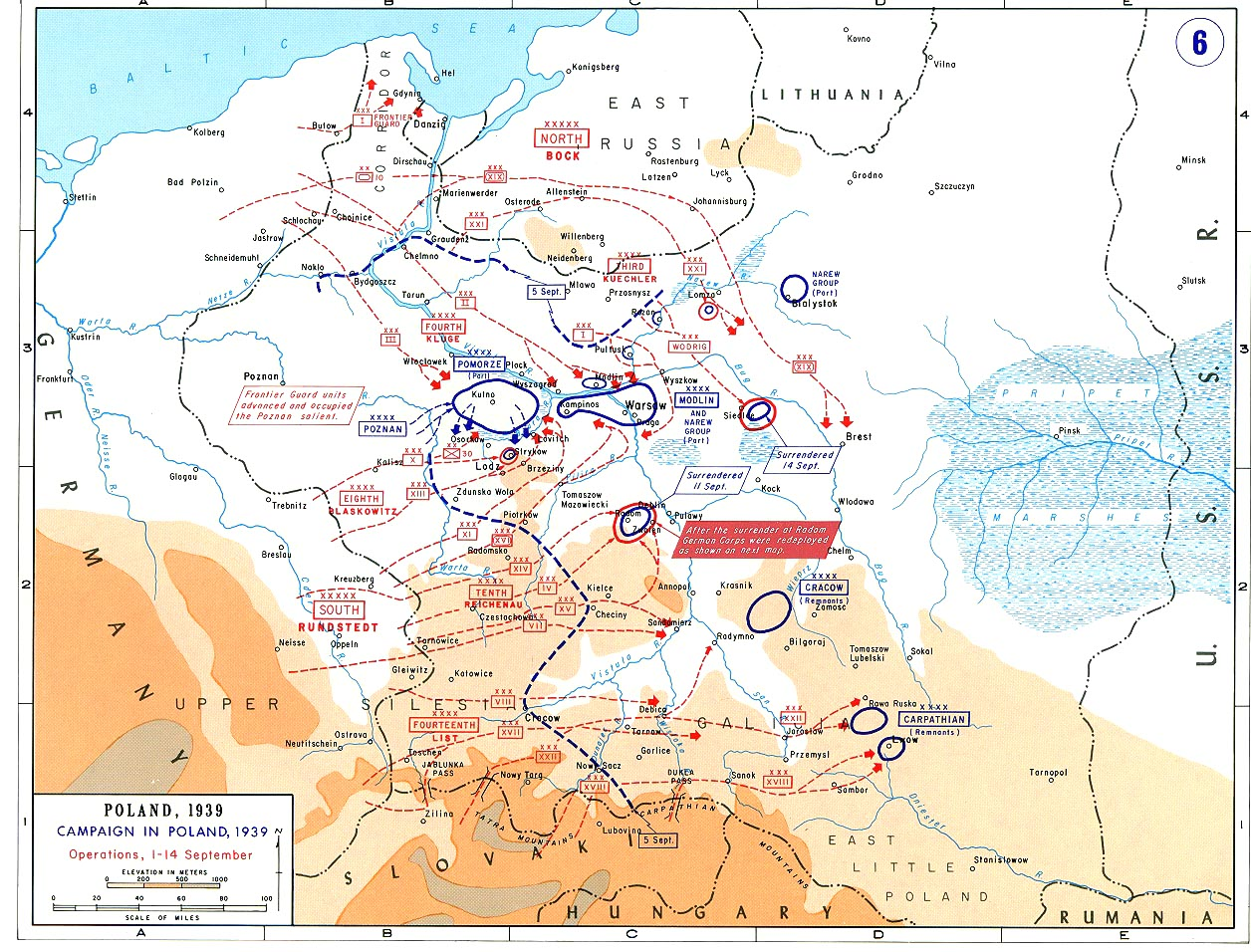
آرایش نیروها در روز ۱۴ سپتامبر به همراه مسیر حرکت آن‌ها تا این تاریخ.

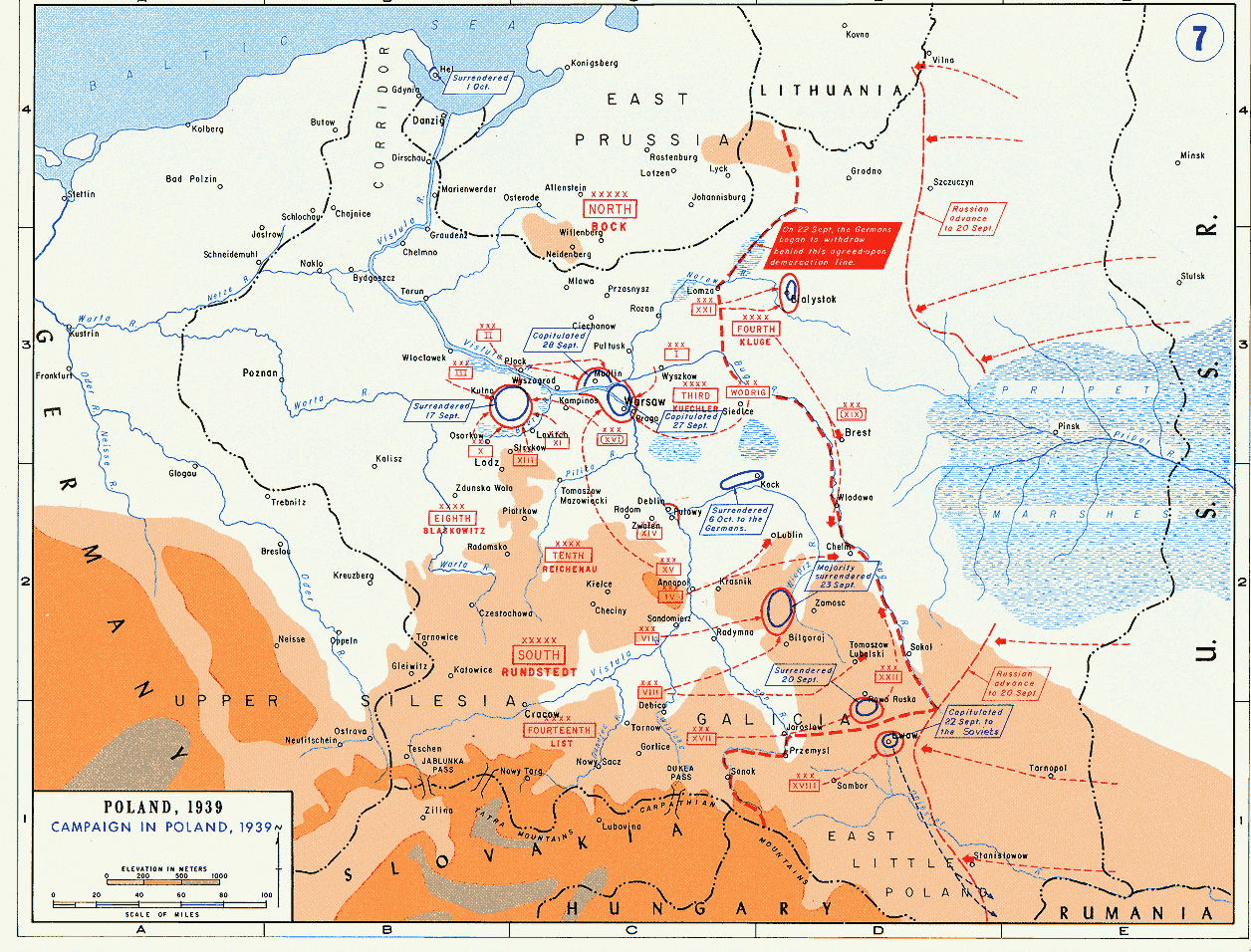
مسیر حرکت نیروهای طرفین پس از ۱۴ سپتامبر

## تاریخچه
وظیفه اصلی این ارتش مراقبت از مسیرهای کوهستانی در میان کوه‌های کارپات جهت حمایت از بال جنوبی ارتش کراکوف و حفاظت از نواحی صنعتی و نفت‌خیز داخل خاک لهستان بود. ارتش کارپاتی ضعیف‌ترین ارتش در میان ارتش های لهستان بود که از کمبود سلاح‌های سنگین رنج می‌برد و توسط افسران و فرماندهان کهن‌سال اداره می‌گشت. از همان ساعت‌های ابتدایی آغاز نبرد این ارتش خود را در برابر واحدهای آماده و مجهز کوهستانی آلمانی یافت که برتری واضحی بر لهستانی‌ها داشتند.
در صبح روز اول آغاز جنگ در ۱ سپتامبر ۱۹۳۹ این ارتش با حمله لشکر چهارم سبک و لشکر دوم کوهستان روبرو شد که از حمایت واحدهای اسلواکی نیز بهره می‌بردند. با پیشروی نیروهای آلمانی میان ارتش کارپاتی و ارتش در حال عقب‌نشینی کراکوف رخنه‌ای ایجاد شد که در نتیجه آن ستاد فرماندهی ارتش لهستان فرمان عقب‌نشینی را صادر کند.
ارتش کارپاتی از واحدهای ذخیره بی‌بهره بود و از دو تیپ کوهستانی و تعدادی واحدهای کوچک دیگر تشکیل می‌یافت که در ادامه جنگ واحدهایی از ارتش متلاشی شده کراکوف نیز به آن پیوستند. در نهایت نیز این ارتش که در هنگام عقب‌نشینی از رود سن تلفات سنگینی را متحمل گشته بود در ۲۰ سپتامبر و طی نبرد ووچ به صورت کامل منهدم گشت.